# تیم ملی والیبال مردان فنلاند
تیم ملی والیبال مردان فنلاند یک تیم والیبال متشکل از مردان والیبالیست کشور فنلاند است که به نمایندگی از این کشور در میادین بین‌المللی حاضر می‌شود.

## نتایج

### قهرمانی جهان
- ۱۹۵۲ – جایگاه ۱۱ام
- ۱۹۶۲ – جایگاه ۱۸ام
- ۱۹۶۶ – جایگاه ۱۹ام
- ۱۹۷۰ – جایگاه ۲۰ام
- ۱۹۷۸ – جایگاه ۱۷ام
- ۱۹۸۲ – جایگاه ۱۷ام
- ۲۰۱۴ – جایگاه ۹ام
- ۲۰۱۸ – واجد شرایط

### لیگ جهانی
- ۱۹۹۳ – جایگاه ۱۲ام
- ۲۰۰۶ – جایگاه ۱۰ام
- ۲۰۰۷ – جایگاه ۷ام
- ۲۰۰۸ – جایگاه ۱۰ام
- ۲۰۰۹ – جایگاه ۸ام
- ۲۰۱۰ – جایگاه ۱۳ام
- ۲۰۱۱ – جایگاه ۱۰ام
- ۲۰۱۲ – جایگاه ۱۳ام
- ۲۰۱۳ – جایگاه ۱۶ام
- ۲۰۱۴ – جایگاه ۱۶ام
- ۲۰۱۵ – جایگاه ۱۵ام
- ۲۰۱۶ – جایگاه ۱۷ام
- ۲۰۱۷ – جایگاه ۲۱ام

### قهرمانی اروپا
- ۲۰۰۷ – جایگاه ۴ام
- ۲۰۰۹ – جایگاه ۱۲ام
- ۲۰۱۱ – جایگاه ۸ام
- ۲۰۱۳ – جایگاه ۸ام
- ۲۰۱۵ – جایگاه ۱۲ام
- ۲۰۱۷ – جایگاه ۱۲ام

### لیگ اروپا
- ۲۰۰۴ – جایگاه ۶ام
- ۲۰۰۵ – جایگاه ۲ام